# Массімо Стано
Массімо Стано (27 лютого 1992 , Грумо-Аппула, Апулія ) — італійський легкоатлет, що спеціалізується на спортивній ходьбі, олімпійський чемпіон 2020 року, чемпіон світу.

## Спортивні досягнення
Рекордсмен світу з шосейної спортивної ходьби на 35 кілометрів — 2:20.43 (2025).
Дворазовий рекордсмен Європи з шосейної спортивної ходьби на 35 кілометрів — 2:23.14 (2022) та 2:20.43 (2025).
Володар вищого європейського досягнення зі спортивної ходьби на 10000 метров доріжкою стадіону — 37.33,03 (2025).

## Кар'єра
| Рік                | Змагання                                        | Місце проведення   | Місце              | Дисципліна         | Результат          | Примітки           |
| Представник Італія | Представник Італія                              | Представник Італія | Представник Італія | Представник Італія | Представник Італія | Представник Італія |
| ------------------ | ----------------------------------------------- | ------------------ | ------------------ | ------------------ | ------------------ | ------------------ |
| 2013               | Чемпіонат Європи серед молоді                   | Тампере, Фінляндія | 2                  | ходьба на 20 км    | 1:25:25            |                    |
| 2014               | Командний чемпіонат світу зі спортивної ходьби  | Тайцан, Китай      | 45                 | ходьба на 20 км    | 1:23:01            |                    |
| 2014               | Чемпіонат Європи                                | Цюрих, Швейцарія   | 24                 | ходьба на 20 км    | 1:29:14            |                    |
| 2015               | Чемпіонат світу                                 | Пекін, Китай       | 19                 | ходьба на 20 км    | 1:22:53            |                    |
| 2018               | Командний чемпіонат світу зі спортивної ходьби  | Тайцан, Китай      | 3                  | ходьба на 20 км    | 1:21:33            |                    |
| 2018               | Чемпіонат Європи                                | Берлін, Німеччина  | 4                  | ходьба на 20 км    | 1:20:51            |                    |
| 2019               | Кубок Європи зі спортивної ходьби               | Алітус, Латвія     | 7                  | ходьба на 20 км    | 1:21:12            |                    |
| 2019               | Чемпіонат світу                                 | Доха, Катар        | 14                 | ходьба на 20 км    | 1:31:36            |                    |
| 2021               | Командний чемпіонат Європи зі спортивної ходьби | Подєбради, Чехія   | 8                  | ходьба на 20 км    | 1:20:30            |                    |
| 2021               | Олімпійські ігри                                | Токіо, Японія      | 1                  | ходьба на 20 км    | 1:21:05            |                    |
| 2022               | Чемпіонат світу                                 | Юджин, США         | 1                  | ходьба на 35 км    | 2:23:14            | CR NR              |